# 巴爾曼察克湖
48°3′37″N 44°39′49″E / 48.06028°N 44.66361°E
巴爾曼察克湖（俄语：Барманцак），是俄羅斯的鹹水湖，位於該國西南部，由卡爾梅克共和國和伏爾加格勒州負責管轄，長12.2公里、寬2.3公里，面積25.8平方公里，海拔高度2米，集水區面積526平方公里。